# Fernmeldeturm Staffel
Der Fernmeldeturm Staffel ist ein 98 Meter hoher, für die Öffentlichkeit nicht zugänglicher Fernmeldeturm, dessen Bau 1988 begonnen und im Jahr 1989 vollendet wurde. Er befindet sich westlich der Ortschaft Staffel bei Limburg an der Lahn. Baulich handelt es sich um einen Typenturm.
Neben dem nichtöffentlichen Richtfunk wird der Sender auch zur Ausstrahlung von UKW-Signalen für die Stadt Limburg an der Lahn verwendet.

## Frequenzen und Programme

### Analoger Hörfunk (UKW)
| Frequenz (MHz) | Programm                                      | RDS PS   | RDS PI | Regionalisierung | ERP (kW) | Antennendiagramm rund (ND)/gerichtet (D)  | Polarisation horizontal (H)/vertikal (V) |
| -------------- | --------------------------------------------- | -------- | ------ | ---------------- | -------- | ----------------------------------------- | ---------------------------------------- |
| 90,2           | Radio Bob                                     | RADIOBOB | D46A   | –                | 0,2      | D (30–50°, 110–340°)                      | H                                        |
| 92,1           | harmony.fm                                    | harmony_ | 1364   | –                | 0,2      | D (350–120°)                              | H                                        |
| 97,6           | planet more music radio                       | _planet_ | D369   | –                | 0,4      | D (160–330°)                              | H                                        |
| 100,8          | 2005 bis 2017: hr2-kultur; zur Zeit ungenutzt | __hr2___ | D362   | –                | 0,32     | D (30–110°, 150–170°, 210–250°, 280–350°) | H                                        |
| 102,0          | Klassik Radio                                 | KLASSIK_ | D75B   | Hessen           | 0,5      | ND                                        | H                                        |
| 103,3          | Deutschlandfunk                               | __DLF___ | D210   | –                | 0,25     | D (90–140°, 180–250°)                     | H                                        |
| 105,1          | Deutschlandradio Kultur                       | DKULTUR_ | D220   | –                | 0,5      | D (90–140°, 180–350°)                     | H                                        |

### Analoges Fernsehen (PAL)
Vor der Umstellung auf DVB-T diente der Sendestandort weiterhin für analoges Fernsehen:
| Kanal | Frequenz (MHz) | Programm                | ERP (kW) | Sendediagramm rund (ND)/ gerichtet (D) | Polarisation horizontal (H)/ vertikal (V) |
| ----- | -------------- | ----------------------- | -------- | -------------------------------------- | ----------------------------------------- |
| 27    | 519,25         | RTL Television (Hessen) | 0,036    | D                                      | V                                         |
| 43    | 647,25         | RTL II                  | 0,06     | D                                      | V                                         |
| 46    | 671,25         | ProSieben               | 0,063    | D                                      | V                                         |